# Karl Wilhelm von Niesemeuschel

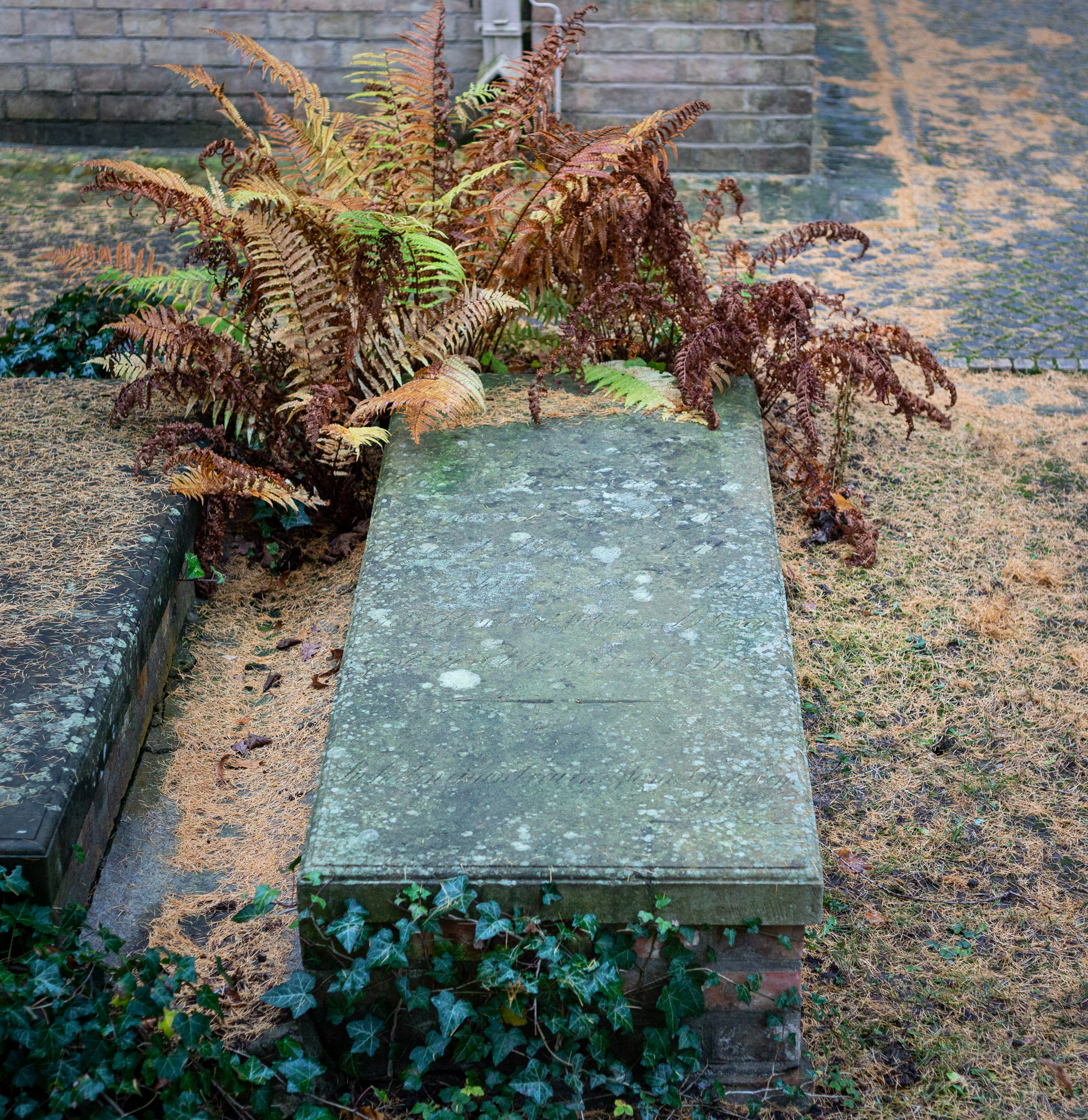
Grab von Karl Wilhelm von Niesemeuschel, Bornstedter Friedhof

Karl Wilhelm von Niesemeuschel (* 11. Januar 1757 auf Boguslawitz (Landkreis Militsch); † 17. März 1833 in Potsdam) war ein königlich preußischer Generalmajor und zuletzt Kommandeur des 1. schlesischen Landwehr-Infanterie-Regiments.

## Herkunft
Seine Eltern waren Ernst Wilhelm von Niesemeuschel (* 3. März 1723; † 14. März 1794) und dessen Ehefrau Maria N. N. Sein Vater war Herr auf Boguslawitz sowie Hauptmann a. D. aus dem Infanterie-Regiment Nr. 16.

## Leben
Er kam am 10. Mai 1768 als Kadett nach Berlin. Von dort kam er am 13. März 1771 zur Academie Militaire. Am 7. April 1776 kam er als Fähnrich in das I. Bataillon der Garde (Nr. 15). Als solcher nahm er am Bayerischen Erbfolgekrieg teil. Am 3. Juli 1784 wurde er Seconde-Lieutenant, am 28. September 1792 Premier-Lieutenant und am 20. Februar 1795 Stabshauptmann. Am 19. Januar 1798 wurde er wirklicher Hauptmann und Kompaniechef im I. Bataillon der Garde sowie mit einem Major der Armee gleichgestellt. Am 1. Juni 1805 wurde er zum Major der Garde befördert. Als solcher nahm er am Vierten Koalitionskrieg teil. Er kämpfte in der Schlacht bei Auerstedt, bekam danach aber nur noch Halbsold, wurde dann entlassen, aber zur Wiederanstellung vorgemerkt.
Am 27. Juli 1813 wurde er Kommandeur des 1. schlesischen Landwehr-Infanterie-Regiments. Mit diesem nahm er an der Belagerung von Magdeburg teil. Bereits am 8. Dezember 1813 wurde er Oberstleutnant und erhielt am 30. Mai 1814 das Eiserne Kreuz 2. Klasse für Magdeburg. Am 11. August 1814 erhielt er seinen Abschied als Oberst mit einer Pension von 500 Talern. Während seiner Dienstzeit lernte er den damaligen Kronprinzen Friedrich Wilhelm kennen, der ihm immer wieder Geld zukommen ließ. So erhielt er auch am 30. Juli 1821 den Charakter als Generalmajor mit einer Pension von nun 600 Talern. Er starb am 17. März 1833 in Potsdam.
Er heiratete am 12. Januar 1801 in Potsdam Caroline Friederike Wilhelmine Ulrike Luise von Linckersdorff (* 2. Juni 1787; † 5. November 1843), die älteste Tochter des Generals von Linckersdorff. Beide wurden auf dem Bornstedter Friedhof begraben.